# 필라델피아 (영화)
《필라델피아》(영어: Philadelphia)는 1993년에 개봉한 미국의 법정 드라마 영화이다. 조너선 데미가 연출하고 론 나이스와너가 각본을 썼으며, 톰 행크스, 덴절 워싱턴 등이 출연하였다.
각본과 주연 배우들의 연기를 중심으로 좋은 평가를 받았다. 1994년 제66회 아카데미상에서 톰 행크스가 남우주연상을, 브루스 스프링스틴의 "Streets of Philadelphia"가 주제가상을 수상하였다.

## 줄거리
앤드루 베킷(톰 행크스 분)은 필라델피아 유명 로펌에 다니는 변호사이다. 동성애자인 베킷이 에이즈에 걸렸다는 사실이 드러나자 로펌에서는 부당한 이유를 들어서 그를 해고한다. 변호사 조 밀러(덴절 워싱턴 분)는 베킷이 에이즈 환자라는 점 때문에 그를 불편하게 여기고 사건을 맡기를 꺼려하지만 결국 베킷을 도와서 베킷이 부당하게 해고되었음을 법원으로부터 인정받는다.

## 출연
- 톰 행크스 - 앤드루 베킷 역
- 덴절 워싱턴 - 조 밀러 역
- 제이슨 로바즈 - 찰스 휠러 역
- 메리 스틴버전 - 벌린다 코니 역
- 안토니오 반데라스 - 미겔 앨버레즈 역
- 조앤 우드워드 - 세라 베킷 역
- 앤 다우드 - 질 베킷 역
- 애덤 러페브러 - 질의 남편 역
- 존 베드퍼드 로이드 - 맷 베킷 역
- 리사 서머아워 - 리사 밀러 역
- 찰스 네이피어 - 루커스 가넷 판사 역
- 로버타 맥스웰 - 테이트 판사 역
- 로저 코먼 - 로저 레어드 씨 역
- 해리 노섭 - 배심원 6번 역
- 샨드라 윌슨 - 샨드라 역
- 대니얼 본바건 - 배심장 역
- 로버트 리질리 - 월터 켄턴 역
- 브래들리 휫퍼드 - 제이미 콜린스 역
- 론 바우터 - 밥 사이드먼 역
- 애나 디비어 스미스 - 앤시아 버턴 역
- 트레이시 월터 - 사서 역
- 줄리어스 어빙 - 본인 역
- Q 래저러스 - 파티 가수 역

## 우리말 녹음
KBS 성우진 (2000년 4월 29일)
- 오세홍 - 앤드루 베킷(톰 행크스)
- 구자형 - 조 밀러(덴절 워싱턴)
- 홍시호 - 미겔(안토니오 반데라스)
- 장유진 - 코니(메리 스틴버전)
- 김병관 - 판사(찰스 네이피어)
- 이완호 - 휠러(제이슨 로바즈)
- 김현직
- 김익태
- 김정주
- 박규웅
- 홍승섭
- 서광재
- 주유랑
- 이원준